# Александра Скраба
Александра Скраба (пол. Aleksandra Skraba; нар. 29 квітня 1995, Нова Руда) — польська акторка театру, кіно й телебачення. 

## Життєпис
Александра Скраба народилась 29 квітня 1995 році в місті Нова Руда Нижньосілезького воєводства. Освіту здобувала на акторському факультеті Лодзької кіношколи, яку закінчила у 2020 році.
У 2020 році озвучила персонажку Місті Ольшевську в польській версії відеогри Cyberpunk 2077.
У 2021-2023 роках виконувала роль Наталі Думали в телесеріалі «Sexify» від Netflix.

## Театр
| Дата | Назва                       | Роль         | Джерело |
| ---- | --------------------------- | ------------ | ------- |
| 2018 | «Пробудження весни»         |              | [ 4 ]   |
| 2018 | «Крижаний палац»            |              | [ 5 ]   |
| 2018 | «Винахідливі меблі з губки» |              | [ 6 ]   |
| 2019 | «Слизькі слова»             | Малолата Аля | [ 7 ]   |
| 2019 | «Дяди»                      |              | [ 8 ]   |

## Фільмографія

### Телебачення
| Рік       | Назва                    | Роль              |
| --------- | ------------------------ | ----------------- |
| 2019      | «Пастка»                 | журналістка       |
| 2021-2023 | «Sexify»                 | Наталя Думала     |
| 2022      | «Шадзь»                  | Наталя Бараньська |
| 2022      | «Орел. Останній патруль» | Тося              |
| 2022      | «Висока вода»            | медсестра         |
| 2023      | «1670»                   | селянка Арлета    |

### Відеоігри
| Рік  | Назва          | Роль             | Примітки                     |
| ---- | -------------- | ---------------- | ---------------------------- |
| 2020 | Cyberpunk 2077 | Місті Ольшевська | голос у польському озвученні |

## Нагороди
- Відзнака за роль у виставі «Винахідливі меблі з губки» та за роль Малолати Алі у виставі «Слизькі слова» на 37-му Фестивалі театральних шкіл у Лодзі